# Stín supa
Stín supa je novela amerického spisovatele Roberta E. Howarda vydaná v časopise The Magic Carpet Magazine v lednu 1934. Hlavní hrdinkou příběhu je Rudá Soňa z Rohatynu, která inspirovala populární komiksovou postavu Rudá Sonja, archetyp hrdinky-válečnice v kroužkových bikinách.
Na rozdíl od Howardových známějších textů žánru fantasy se jedná o příběh zasazený do historického kontextu. Děj novely odehrává v 16. století po bitvě u Moháče (1526) během obléhání Vídně (1529) osmanským sultánem Sulejmanem Nádherným.

## Děj
Sultán Sulejman propouští rakouské diplomatické poselstvo, které devět měsíců věznil v Istanbulu. Jeden z členů poselstva je mu povědomý. Je to Gottfried von Kalmbach, v němž pozná rytíře, který ho vážně zranil v bitvě u Moháče. Sultánův velkovezír Pargali Ibrahim Paša svěří von Kalmbachovo dopadení obávanému veliteli speciálních jednotek, akindžijů, Mihaloğlu. 
Mihaloğlu se svými vojáky plení kraj mezi Osmanskou říší a Vídní a hledá von Kalmbacha, který mezitím přijede do Vídně, kde se obránci připravují na Sulejmanovo obléhání.
Během bojů o Vídeň se von Kalmbach setká s bojechtivou rusovlasou ženou Rudou Soňou z Rohatynu, která bojuje bok po boku mužům a je sestrou sultánovy favoritky Roxolany neboli Hürrem Sultan. Soňa několikrát zachrání von Kalmbachovi život. Nakonec společně čelí zrádcům obleženého města a podaří se jim obelstít i krutého Mihaloğlu, usilujícího o von Kalmbachův život.
Novela se uzavírá opět v Istanbulu při velkolepých oslavách Sulejmanova údajného vítězství.

## Rudá Soňa / Rudá Sonja
V Howardově novele je Rudá Soňa válečnicí polsko-ukrajinského původu, která nenávidí tureckého sultána. Typické jsou pro ní rudé vlasy a prudká povaha. V průběhu vyprávění se odhalí, že její sestra je Roxolana, sultánovou oblíbenkyně, s níž se také oženil.
Jméno postavy mohla inspirovat spisovatelka a manželka Howardova přítele H. P. Lovecrafta Sonia Greene.
V Howardově díle není postava Rudé Soni spojena s jeho nejslavnější postavou - postavou Conana. Do světa Conana ji přivedli Roy Thomas a Barry Smith v knize Conan the Barbarian, vydané nakladatelstvím Marvel Comics. Současně také změnili pravopis jejího jména na Sonja. Novelu Stín supa předělalo nakladatelství Marvel na příběh Conana a Rudé Sonji v č. 23 série Conan the Barbarian (únor 1973).
V roce 1985 vyšel film Rudá Sonja, který se odehrává ve světě Conana. Postava Rudé Sonji, ztvárněná Brigitte Nielsen, je v úvodních titulcích atribuována R. E. Howardovi. Děj filmu již nemá s původní novelou nic společného.